# Travel Europe
Travel Europe ist ein österreichischer Reiseveranstalter mit Sitz in Stans bei Schwaz in Tirol. Die Reiseveranstaltungsgesellschaft mit dem Schwerpunkt Gruppenreisen wurde 1989 als Familienunternehmen gegründet und hat (Stand: 2019) 16 Außenstellen in Ost-, Mittel- und Südeuropa. Die Kunden stammen unter anderem aus Frankreich, Spanien, Großbritannien, Portugal, den Benelux-Staaten, Deutschland Nordamerika.
Am 14. Januar 2025 hat die Gesellschaft Insolvenz angemeldet. Am 28. Januar 2025 hat die Gesellschafft bekannt gegeben, dass kein Investor gefunden wurde und somit das Unternehmen geschlossen wird. Gründe hierfür: Covid19, Ukrainekrieg und Probleme in der Branche (erhöhte Preise, geringere Nachfrage).

## Geschichte
Im Jahr 1984 begannen die Brüder Anton und Helmut Gschwentner von Stans in Tirol aus, Busgruppenreisen nach Tirol zu vermitteln. Zunächst noch im kleinen Rahmen, brachten die Brüder vor allem französische Gäste nach Tirol. Aufgrund steigender Nachfrage gründeten sie 1989 die „Tirol Hotels GesmbH“. 1993 wurde das Angebot von Tirol auf Tschechien und Ungarn ausgeweitet. 1994 gründeten die Gschwentners die Tochterfirma „Destination Autriche“ in Paris. 1995 folgte eine Filiale in Prag.
Ab 1999 führte der Reiseveranstalter Charterflüge nach Prag, Wien und Budapest durch. Im Jahr 2000 wurde eine Filiale in Wien eröffnet, 2001 eine in Budapest. Seit 2004 gibt es Charterflüge nach Dubrovnik in Kroatien. Mit den neuen Reiseprogrammen stieg auch die Zahl der Mitarbeiter in der Hauptgeschäftsstelle.
2005 wurde ein modernes Bürogebäude aus Holz und Glas als neuer Firmensitz in Stans fertiggestellt. In diesem Jahr änderte der Reiseveranstalter den Namen auf „Travel Europe“. 2006 wurde ein neues Büro in Kroatien eröffnet. 2007 folgte eine Filiale in Krakau. 2009 übernahm Travel Europe „Austro Pauli“, heute „Visit Europe“ und damit auch eine Filiale auf Madeira. 2010 eröffnete Travel Europe eine Filiale in Lissabon und Berlin. 2012 folgte eine Filiale in Korsika durch die Übernahme des lokalen Veranstalters Coryse Voyage. Weitere Außenstellen kamen 2016 (Malta), 2018 (Edinburgh), durch die Übernahme von Rob Roy Tours und 2019 (Tirana) hinzu. Bisher (Stand: 2020) hat Travel Europe 16 Außenstellen.

## Reiseziele
Travel Europe bietet Reiseprogramme für folgenden Reiseziele an: Kroatien, Madeira, Polen, Rumänien, Slowakei, Tschechien, Österreich, Bosnien-Herzegowina, Italien, Frankreich, Korsika, Portugal, Montenegro, Schweiz, Slowenien, Ungarn, Estland, Lettland, Litauen, Finnland, Griechenland, Deutschland, Israel, Jordanien, England, Irland und Schottland.

## Produkte
Das Angebot von Travel Europe umfasst Rundreisen, Themenreisen, Städtereisen, Schiffsreisen, Hotelaufenthalte, Wochenendreisen, Silvester- und Wanderprogramme.